# José Cadena y Eleta
José Cadena y Eleta (* 20. März 1855 in Pitillas, Navarra; † 4. Juni 1918) war ein spanischer Jurist, Geistlicher und Politiker, der römisch-katholischer Bischof von Segovia, Bischof von Vitoria und Erzbischof von Burgos war. Darüber hinaus war er Mitglied des Senats (Senado), des Oberhauses des Parlaments (Cortes Generales).

## Leben
José Cadena y Eleta absolvierte ein Studium der Rechtswissenschaften an der Universität Saragossa und erhielt 1876 seine Zulassung als Rechtsanwalt. Er befasste sich bereits als Elfjähriger in Pamplona mit religiösen Studien, die er während der sechsjährigen revolutionären Phase (Sexenio Revolucionario) intensivierte und empfing 1880 das Sakrament der Priesterweihe. Er war danach als Priester im Bistum Ávila tätig und wurde 1896 Kantor der Almudena-Kathedrale in Madrid. Als Jurist veröffentlichte er 1894 Tratado teórico-práctico de procedimientos eclesiásticos en materia civil y criminal, eine theoretisch-praktische Abhandlung über kirchliche Verfahren in Zivil- und Strafsachen.
Er wurde am 18. April 1901 als Nachfolger von José Ramón Quesada y Gascón zum Bischof von Segovia ernannt. Dort empfing er am 7. Juli 1901 die Bischofsweihe durch den Erzbischof von Valladolid José María Cos y Macho, an der der Bischof von Málaga Juan Muñoz y Herrera sowie der Bischof von Vitoria Ramón Fernández Piérola y Lopez de Luzuriaca, als Co-Konsekratoren teilnahmen. Zugleich wurde er 1903 erstmals Mitglied des Senats (Senado), des Oberhauses des Parlaments (Cortes Generales), und vertrat dort bis 1905 das Erzbistum Valladolid. Am 14. November 1904 erfolgte seine Ernennung zum Bischof von Vitoria, wo er die Nachfolge von Ramón Fernández Piérola y Lopez de Luzuriaca antrat. Während seines dortigen Episkopats war er zwischen 1908 und 1909 für das Erzbistum Burgos erneut Mitglied des Senats.
Zuletzt wurde Cadena y Eleta am 18. Juli 1913 als Nachfolger von Benito Murúa y López zum Erzbischof von Burgos ernannt und bekleidete dieses Amt bis zu seinem Tode am 4. Juni 1918, woraufhin Juan Benlloch y Vivó zu seinem Nachfolger berufen wurde. Als Erzbischof von Burgos war von 1914 bis zu seinem Tode 1918 wiederum Mitglied des Senats kraft eigenen Rechtes (Senador por derecho propio). Er spendete die Bischofsweihen für Francisco Javier Baztán y Urniza zum Bischof von Oviedo (1905), von Eustaquio Ilundáin y Esteban zum Bischof von Orense (1905) sowie von Santiago Ozcoidi y Udave zum Bischof von Tarazona (1907). Darüber hinaus war er Co-Konsekrator bei den Bischofsweihen von Juan Benlloch y Vivó zum Titularbischof von Hermopolis Maior (1902), von Julián Miranda y Ristuer zum Bischof von Astorga (1904) sowie von Julián de Diego y García Alcolea, der 1905 ebenfalls zum Bischof von Astorga geweiht wurde.

## Veröffentlichung
- Tratado teórico-práctico de procedimientos eclesiásticos en materia civil y criminal, 1894